# NGC 7444
NGC 7444 (również PGC 70219) – galaktyka soczewkowata (S0), znajdująca się w gwiazdozbiorze Wodnika. Odkrył ją William Herschel 3 października 1785 roku.